# Де Сика, Кристиан
Кристиан Де Сика (итал. Christian De Sica, Рим, 5 января 1951) — итальянский актёр, сценарист, кинорежиссёр и певец.

## Биография
Кристиан Де Сика родился 5 января 1951. Сын известного режиссёра Витторио Де Сика и испанской актрисы Марии Меркадер. Племянник Рамона Меркадера, убийцы Льва Троцкого. Муж Сильвии Вердоне, сестры режиссёра Карло Вердоне. У них двое детей: Брандо и Мария Роса.
Много раз работал с коллегой и другом Массимо Болди. Болеет за Лацио.
В 2022 был внесён кандидатом в списки голосования за президента Итальянской республики.

## Фильмография

### Актёр
- 1972 — Блез Паскаль
- 1972 — Паулина 1880
- 1974 — Двоюродняя сестра
- 1975 — Жить ради любви
- 1976 — Госпожа
- 1976 — Джованнино
- 1976 — Бордель
- 1976 — Герой
- 1979 — Почти идеальный роман
- 1979 — Мнимый больной
- 1979 — Лакричник
- 1980 — Ты — лицо корабля
- 1980 — Любовь в вагоне первого класса
- 1981 — Чистая и целомудренная
- 1982 — Тальк
- 1982 — Грог
- 1982 — Поймай меня, если сможешь
- 1983 — Аромат моря
- 1983 — Вода и мыло
- 1983 — Рождественские каникулы
- 1984 — Американские каникулы
- 1984 — Подай меня в суд
- 1985 — Пожарные
- 1986 — Детективы недочуки
- 1986 — Яппи, молодые для достижения успеха
- 1986 — Универмаг
- 1986 — Яппи 2
- 1987 — Переодетые, или Как трудно быть женщиной
- 1987 — Большое казино Монте-Карло
- 1987 — Пожарные 2: Миссия для героев
- 1988 — Школьные друзья
- 1989 — Ночной клуб
- 1989 — Все мы, итальянцы — братья
- 1990 — Рождественские каникулы — 90
- 1991 — Граф Макс
- 1991 — Рождественские каникулы — 91
- 1992 — Рикки и Барабба
- 1992 — 90-е годы
- 1993 — 90-е годы — часть 2
- 1994 — Операция чистые руки. 2000 лет и полгода назад
- 1995 — Мужчины мужчины мужчины
- 1995 — Рождественские каникулы — 95
- 1996 — Трещина во времени
- 1996 — Три
- 1997 — Трещина во времени: Приключения продолжаются
- 1998 — Симпатичные и неприятные
- 1998 — Папарацци
- 1999 — Болельщики
- 2000 — Рождественские каникулы 2000
- 2000 — Телохранители
- 2001 — С Рождеством
- 2002 — Рождество на Ниле
- 2003 — Рождество в Индии
- 2004 — Любовь на Рождество
- 2005 — Клан
- 2005 — Каникулы в Майами
- 2006 — Каникулы в Нью-Йорке
- 2007 — Рождество в круизе
- 2008 — Говори со мной обо мне
- 2008 — Рождество в Рио
- 2009 — Рождество в Беверли-Хиллз
- 2010 — Турист
- 2010 — Самый маленький сын
- 2010 — Рождество в Южной Африке
- 2011 — Мои друзья — Как всё начиналось
- 2011 — Рождественские каникулы в Кортина
- 2012 — Удары молний
- 2012 — Хорошего дня
- 2013 — Принцесса и нищий
- 2013 — Удача
- 2014 — Самая красивая школа мира
- 2015 — Зимняя сказка, или Королева, потерявшая имя
- 2015 — Каникулы в Карибском море
- 2016 — Бедные, но богатые
- 2017 — Бедные, но очень богатые
- 2018 — Друзья — как раньше
- 2019 — Они просто призраки
- 2020 — Моя поп-группа
- 2020 — Каникулы на Марсе

### Режиссёр
- 1991 — Граф Макс
- 1991 — Безделье
- 1992 — Рикки и Барабба
- 1995 — Мужчины мужчины мужчины
- 1996 — Три
- 1998 — Симпатичные и неприятные
- 2005 — Клан
- 2018 — Друзья — как раньше
- 2019 — Они просто призраки